# جان جاك مارسيل
جان جاك مارسيل (بالفرنسية: Jean-Jacques Marcel)‏، من (و. 13 يونيو 1931-3 أكتوبر 2014)، لاعب كرة قدم فرنسي سابق.
لعب مع منتخب فرنسا لكرة القدم بين عامي 1953 و1961، وشارك معهم في 44 مباراة وسجل 3 أهداف.

## روابط خارجية
- جان جاك مارسيل على موقع الاتحاد الأوربي (الإنجليزية)
- جان جاك مارسيل على موقع قاعدة بيانات كرة القدم.إي يو (الإنجليزية)
- جان جاك مارسيل على موقع ناشيونال فوتبول تيمز (الإنجليزية)